# Alain Billon
Pour les articles homonymes, voir Billon.
Alain Billon, né le 19 mai 1942 à Paris, et mort le 5 octobre 2017, est un homme politique français.

## Biographie
Géographe de formation, Alain Billon devient inspecteur général de la construction.
De 1981 à 1986, il est député socialiste dans la 29e circonscription de Paris, après avoir dépassé, au premier tour, le communiste sortant Paul Laurent (9 507 voix contre 6 220.   Lors des élections législatives de 1986, il est deuxième sur la liste conduite à Paris par Lionel Jospin. Ce dernier, élu en octobre dans la Haute-Garonne après l'invalidation de l'élection d'Alex Raymond, lui laisse alors son siège.
Il est aussi conseiller régional d'Île-de-France de 1986 à 1992. Candidat aux élections législatives de 1997 dans la 12e circonscription de la Seine-Saint-Denis sous l'étiquette MDC, il n'obtient que 339 voix (moins de 1 %).
Devenu secrétaire général du MDC, il entre aussi en 1997 au cabinet de son fondateur, Jean-Pierre Chevènement, alors ministre de l'Intérieur, comme conseiller chargé de l'islam, étant lui même un converti . Il poursuit sa tâche de mise en place du Conseil français du culte musulman au ministère de l'Intérieur sous Daniel Vaillant jusqu'à l'élection présidentielle de 2002, sans avoir pu la mener à son terme.
Il rejoint en 2009 le Parti de gauche, où il occupe le poste de responsable international du secteur Maghreb/Mashrek jusqu en août 2015